# Acid aristolochic
Acid aristolochic là nhóm các chất gây ung thư, đột biến gen và gây hại đến thận, thường gặp trong các loài thực vật thuộc họ Mộc hương nam, gồm các chi Aristolochia và Asarum là những loài thường dùng trong đông y. Acid aristolochic I là hợp chất thông dụng nhất trong nhóm này, và thường gặp trong hầu hết các loài của chi Aristolochia. Các acid aristolochic thường đi kèm với các aristolactam.
Acid aristolochic tan nhẹ trong nước, nhiệt độ nóng chảy từ 281 đến 286 ⁰C và có vị đắng.